# Three Cheers for the Irish
Three Cheers for the Irish is een Amerikaanse filmkomedie uit 1940 onder regie van Lloyd Bacon.

## Verhaal
Peter Casey is al 25 jaar werkzaam bij de New Yorkse politie. Als hem wordt gevraagd of hij met pensioen wil gaan, is hij compleet verrast. Hij heeft daarnaast ook problemen met de romance tussen zijn dochter Maureen en de Schotse politieagent, die zijn wijk overgenomen heeft.

## Rolverdeling
| Acteur              | Personage        |
| ------------------- | ---------------- |
| Priscilla Lane      | Maureen Casey    |
| Thomas Mitchell     | Peter Casey      |
| Dennis Morgan       | Angus Ferguson   |
| Virginia Grey       | Patricia Casey   |
| Irene Hervey        | Heloise Casey    |
| Alan Hale           | Gallagher        |
| William Lundigan    | Michael Flaherty |
| Frank Jenks         | Ed McKean        |
| Henry Armetta       | Tony             |
| Morgan Conway       | Joe Niklas       |
| Alec Craig          | Callaghan        |
| J.M. Kerrigan       | Scanlon          |
| Cliff Clark         | Mara             |
| William B. Davidson | Commissaris      |
| Joe King            | Commandant       |